# 葉子循
葉子循（？—？），字玉倫，號湄仙，直隸蘇州府太倉州崑山縣籍，吳縣人，清朝政治人物。

## 生平
葉子循來自吳中葉氏洞庭西山支頭嶺派。曾祖葉初春，祖父葉登道為監生，父葉時臣為鄉飲賓，母鄭氏。葉子循為崑山庠生，順治三年（1646年）丙戌科江南鄉試舉人，四年（1647年）丁亥科進士。授郃陽縣知縣。曾纂修《重修郃陽縣志》七卷。